# Philiris praeclara
Philiris praeclara är en fjärilsart som beskrevs av Tite 1963. Philiris praeclara ingår i släktet Philiris och familjen juvelvingar. Inga underarter finns listade i Catalogue of Life.